# Bradunia basistriga
Bradunia basistriga är en fjärilsart som beskrevs av George Francis Hampson 1926. Bradunia basistriga ingår i släktet Bradunia och familjen nattflyn. Inga underarter finns listade i Catalogue of Life.